# Kantei (peintre)
Kantei (鑑貞), surnom : Nara Hōgen, est un peintre japonais du XVe siècle. Ses dates de naissances et de décès ainsi que ses origines, ne sont pas connues. On sait cependant que sa période d'activité se situe dans la seconde moitié du XVe siècle.

## Biographie
La biographie de ce peintre est totalement inconnue, son existence est reconnue par ses œuvres de figures et de paysages nettement marquée par l'influence chinoise. On peut signaler aussi l'influence qu'exerce sur sa peinture, le style de Sesshū, qu'il imite d'ailleurs avec talent, et reconnaît, conjointement, comme beaucoup d'autres artistes,  la dette à l'égard de Shūbun.

## Histoire d'une œuvre

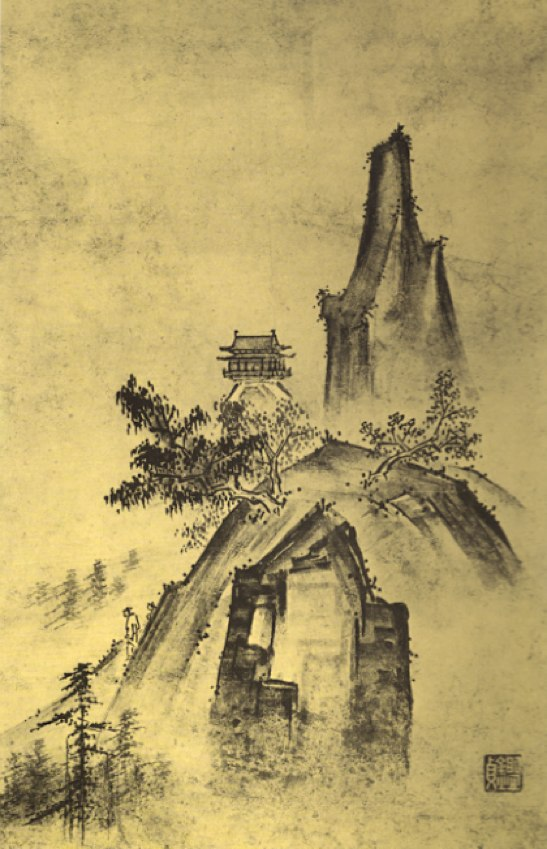
Cloche du soir venant d'un temple lointain par Kantei.

Parmi ses œuvres, Cloche du soir venant d'un temple lointain est ainsi commentée : « l'œil écoute. Errant sur ces trois cimes taillées comme des diamants, le regard s'accroche aux angles vifs. On croirait que ces rocs ne sont pas recouvert d'humus ; et pourtant on aperçoit quelques arbres, et végétation clairsemée signalée par quelques points : mottes d'herbe ? ou cailloux dégringolant dans la ravine ? »
Kantei est d'une fameuse discrétion : deux bonshommes descendent le sentier : du second, on ne voit que la tête, sans doute un serviteur. Dénichant à l'improviste ces deux personnages incomplets, juste à l'instant où ils débouchent de derrière la pente, le spectateur a l'impression de commettre une indiscrétion. Le temple adossé, un chapiteau sur sa colonne, fait penser aux Météores de Thessalie. Pourtant je le trouve encore trop près, trop présent. Et je n'entends pas les cloches. J'aurais voulu l'absence du temple. Un temple aussi ténu qu'un de ces points carrés qui roulent le long du précipice. Alors, rompant faiblement le silence de ces espaces désolés, sans doute aurais-je entendu la cloche (...).

## Musées
- Tōkyō  (Nat. Mus.) :
  - Cloche du soir venant d'un temple lointai, encre sur papier (47,5 × 31,6 cm).